# Лупембе
Лупембе — древнебушменская палеолитическая культура Центральной Африки, предшествовала сангоанской культуре. Один из памятников данной культуры — Каламбо-Фоллс, расположенный на границе Замбии и Танзании.
Первоначально датировалась между 30 000 и 12 000 лет до н. э., в настоящее время полагается более древней: некоторые находки предположительно имеют возраст около 300 000 лет. Для культуры характерны обоюдоострые ланцетовидные наконечники. Считается, что инструменты лупембе, обнаруживаемые в современном лесном поясе бассейна Конго, предназначались для обработки дерева. Ланцетовидные наконечники, вероятно, являются частью копий.
Раскопки в Каламбо-Фоллс проводились Джоном Десмонтом Кларком в 1953—1967 годах.